# 人口論

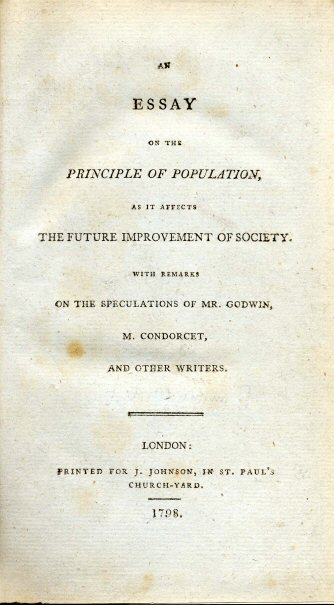
1798年版の題扉

『人口論』（じんこうろん、An Essay on the Principle of Population）は、トマス・ロバート・マルサスによる人口学の古典的著作である。
この著作の正確な題名は、初版と第二版以降で以下のように異なる。
初版：『人口の原理に関する一論　ゴドウィン氏、コンドルセー氏、その他の諸氏の研究に触れて社会の将来の改善に対する影響を論ず（An Essay on the Principle of Population, as it affects the future improvement of society, with remarks on the speculations of Mr. Godwin, M. Condorcet and other writers.）』
二版以降：『人口の原理に関する一論、または人類の幸福に対する過去および現在の影響についての見解：人類の幸福に対する影響を引き起こす悪徳の将来の除去や緩和についての見通しの研究による（An Essay on the Principle of Population, or, a View of its past and present effects on human happiness : with an inquiry into our prospects respecting the future removal or mitigation of the evils which it occasions.）』

## 沿革

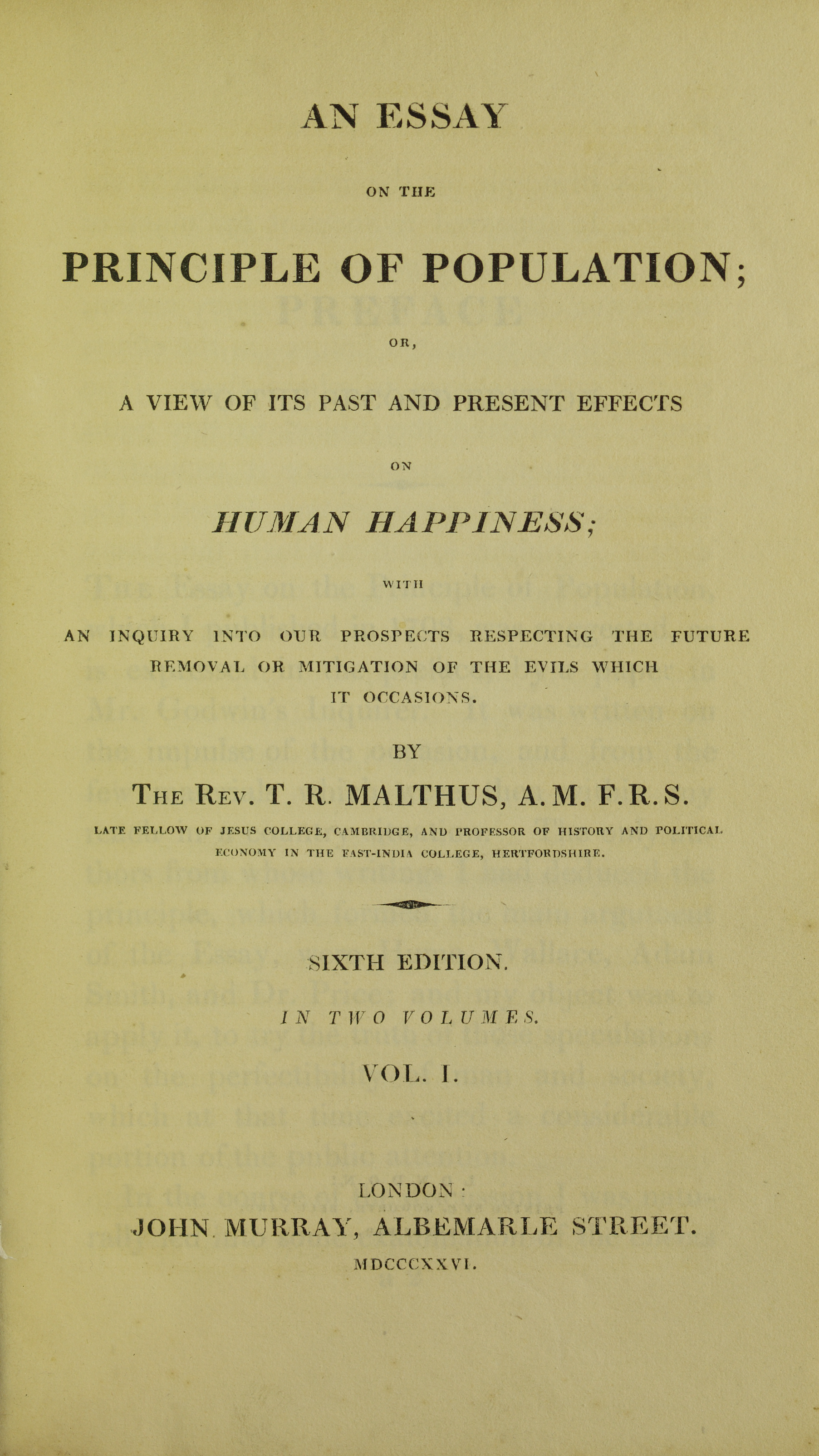
Essay on the principle of population, 1826

著者のトマス・ロバート・マルサスは古典経済学の発展に寄与した経済学者であった。1766年2月13日に牧師の家庭に生まれ、ケンブリッジ大学で学んだ。1798年にマルサスは『人口論』を執筆した当時、イギリスではフランスとの戦争や物価の高騰などの経済問題が出現しており、対策として救貧法改正の是非が議論されていた時期であった。またフランス革命の影響で、ウィリアム・ゴドウィンらの啓蒙思想家により、社会改良による貧困や道徳的退廃の改善の実現が主張されていた。このような情勢の中でマルサスは人口の原理を示すことで理想的な革新派を批判しようとした。
初版は匿名で出版され大きな反響を呼んだ。1803年には大幅な訂正や増補を加えて、著者名を付けて第二版を出版した。以後、版を重ねるごとに増補を加えて1826年に出した最後の第六版では初版の約五倍の語数に達している。
ケインズは、マルサスの評伝の中で、初版を「方法において先験的かつ哲学的、文体は大胆にして修辞的、華麗な言い回しと情緒に富んでいる」と評したが、第二版以降は「政治哲学は経済学にその席をゆずり、一般原理は社会学的歴史の先駆者による帰納的検証に圧倒され、青年の頃の輝かしい才気と盛んな意気は消えうせている」と記述した。

## 内容

### 人口の原理
まずマルサスは基本的な二個の自明である前提を置くことから始める。
- 第一に食糧（生活資源）が人類の生存に必要である。
- 第二に異性間の情欲は必ず存在する。

この二つの前提から導き出される考察として、マルサスは人口の増加が生活資源を生産する土地の能力よりも不等に大きいと主張し、人口は制限されなければ幾何級数的に増加するが生活資源は算術級数的にしか増加しないので、生活資源は必ず不足する、という帰結を導く。
人口は制限されなければ幾何級数的(等比数列的)に増加するという原理は理論上における原理である。風俗が純潔であり、生活資源が豊富であり、社会の各階層における家族の生活能力などによって人口の増殖力が完全に無制限であることが前提になっている。この理論的仮定において繁殖の強い動機づけが社会制度や食料資源によって一切抑制されないならば、人口増は現実の人口状況より大きいものになると考えられる。ここでマルサスは米国において、より生活資源や風俗が純潔であり、早婚も多かったために、人口が25年間で倍加した事例を示し、この増加率は決して理論上における限界ではないが、これを歴史的な経験に基づいた基準とする。そこで人口が制約されなければ25年毎に倍加するものであり、これは幾何級数的に増加することと同義である。
生活資源は算術級数的(等差数列的)にしか増加しないという原理は次のような具体的な事例で容易に考察できる。ある島国において生活資源がどのような増加率で増加するのかを考察すると、まず現在の耕作状況について研究する必要がある。もし最善の農業政策によって開拓を進め、農業を振興し、生産物が25年で2倍に増加したという状況を想定する。このような状況で次の25年の間に生産物を倍加させることは、土地の生産性から考えて技術的に困難であると考えられる。つまりこのような倍加率を指して算術級数的な増加と述べることができる。この算術級数的な生活資源の増加は人口の増加と不均衡なものであると考えられる。。
マルサスが論じた時点では肥料は伝統的な有機質肥料が中心であり、単位面積あたりの農作物の量に限界から農作物の量が人口増加に追いつかず、人類は常に貧困に悩まされるという現象は自明であったが、1900年以降にハーバー・ボッシュ法などで化学肥料が安定供給されたことにより克服された。

### 貧困の出現
次にマルサスはこのような人口の飛躍的な増加に対する制限が、どのような結果をもたらすかを考察している。動植物については本能に従って繁殖し、生活資源を超過する余分な個体は場所や養分の不足から死滅していく。人間の場合には動植物のような本能による動機づけに加えて、理性による行動の制御を考慮しなければならない。つまり経済状況に応じて人間はさまざまな種類の困難を予測していると考える。このような考慮は常に人口増を制限するが、それでも常に人口増の努力は継続されるために人口と生活資源の不均衡もまた継続されることになる。人口増の制限は人口の現状維持であり、人口の超過分の調整ではない。
このような事実から人口増の継続が、生活資源の継続的な不足をもたらし、したがって重大な貧困問題に直面することになる。なぜなら人口が多いために労働者は過剰供給となり、また食料品は過少供給となるからである。このような状況で結婚することや、家族を養うことは困難であるために人口増はここで停滞することになる。安い労働力で開墾事業などを進められることで、初めて食料品の供給量を徐々に増加することが可能となり、最初の人口と生活資源の均衡が回復されていく。社会ではこのような人口の原理に従った事件が反覆されていることは、注意深く研究すれば疑いようがないことが分かるとマルサスは述べている。
このような変動がそれほど顕著なものとして注目されていないことの理由は歴史的知識が社会の上流階級の動向に特化していることが挙げられる。社会の全体像を示す、民族の成人数に対する既婚者数の割合、結婚制度による不道徳な慣習、社会の貧困層と富裕層における乳児の死亡率、労賃の変化などが研究すべき対象として列挙できる。このような歴史は人口の制限がどのように機能していたのかを明らかにできるが、現実の人口動向ではさまざまな介在的原因があるために不規則にならざるをえない。

## 訳書
- 高野岩三郎、大内兵衛訳 『初版 人口の原理』 岩波文庫、1962年。初版の翻訳
- 永井義雄訳 『人口論』 中公文庫、1973年、改版2019年。初版の翻訳
- 南亮三郎監修 『人口の原理』 中央大学出版部、1985年。第六版の翻訳
- 斉藤悦則訳 『人口論』 光文社古典新訳文庫、2011年。初版の翻訳